# Knut Långe
Knut Långe, Knut Holmgersson, död 1234, efter slaget vid Olustra 1229 eller 1230 kung av Sverige fram till sin död, möjligen en tid samregent med  erikska ättens sista kung, Erik Eriksson, och det har föreslagits även Knut Långe tillhörde erikska ätten. Han residerade på Skohalvön i Uppland och omnämns ibland som Knut till Sko. Knut uppges politiskt ha tillhört folkungarna, en upprorisk gruppering som flera gånger framträdde under 1200-talet.

## Vapen
1. Knut Långe lät år 1230 prägla mynt i Östra Aros. Ett av mynten har en vapensköld med två strängar, som också liknar vapnet som är avbildat på sonen Holmger Knutssons vapentäcke, vilket har tre strängar.
2. Den franska heraldiska organisationen Heraldique Europeenne visar vapen för Canut Johanson (?-1234) Roi de Suède och refererar till Knut Långe, där vapnet är delat med tre bjälkar, den mittersta i silver, de andra i guld: D'azur, à une fasce d'argent, accompagnée de deux fasces d'or..[1]

## Familj
De uppgifter som finns om Knut långes härstamning bygger i mycket på spekulationer. Det enda patronymikon som är känt är från en osäker källa från sent 1300-tal, som anger att det skall ha varit "Joansson", vilket har lett till spekulationer om att han var son till Jon jarl. Det anses dock troligare att Knut långe var identisk med en Knut Holmgerson som bevittnade ett av kung Erik Erikssons brev 1224 och omtalas som släkting till och medlem av kungens råd under något av de följande åren. Denna förmodan styrks av att namnet på en av Knuts söner också var "Holmger". Han antas då vidare ha varit son till en Holmger som anges som kung Knut Erikssons nepos. Denna släktskapsbeteckning, som används uteslutande för personer som hör till en yngre generation, betyder i svenskt medeltidslatin oftast bror- eller systerson. Knut kan alltså ha tillhört erikska ätten.
År 1230 lät han prägla mynt i Östra Aros. Ett av mynten har en vapensköld med två strängar, som också förekommer på sonen Holmgers vapentäcke. Eftersom täcket även visar upp Bjälboättens vapen är det troligt att Holmgers mor tillhörde denna. Uppgiften att Knut långe skall  ha varit gift med den danska stormansdottern Helena Pedersdotter Strange är mindre sannolik.
Barn
1. Holmger Knutsson, död 1248 (avrättad efter ett uppror av folkungarna, som utmynnade i slaget vid Sparrsätra år 1247)
2. Filip Knutsson (Erikska ätten), död 1251 (avrättad)

## Biografi
Knut skall 1220 ha upplåtit det blivande Sko kloster i Uppland till dominikanermunkar. Dessa lämnade efter en tid platsen, och den blev istället ett kloster för cisterciensnunnor. Enligt en uppgift från 1500-talet begravdes han där.
Knut långe var troligen medlem av det råd som 1222–1229 styrde Sverige istället för den omyndige kungen Erik Eriksson. Efter ett uppror fick han efter slaget vid Olustra 1229 eller 1230 Sveriges krona då Erik flytt till Danmark. Hans exakta inblandning i upproret är okänd: han kan ha varit upprorsman eller en kompromisskandidat som framfördes efter Eriks flykt. Han erkändes senast 1231, och fortsatte vara kung fram till sin död 1234. Men det är dunkelt exakt hur det gick till när Erik återvände: enligt Lundanannalerna skall det ha skett redan 1232, medan Erikskrönikan hävdar att det skedde efter Knuts död och nya strider. Att Knuts jarl Ulf fase fortsatte som jarl efter tronskiftet tyder på att det kan ha varit fredligt. En uppenbart felaktig uppgift hos Sturla Tordsson om att Knut var samregent med Erik Knutsson har därför tolkats som att han en tid samregerade med Erik Eriksson.
Uppgifter i Östgötalagen gör gällande att flera svenska lagar reviderades av en kung Knut. Baserat på när liknande revisioner gjordes i övriga Europa samt att ändringarna inte införts i Äldre Västgötalagen, har Knut långe ansetts som den som åsyftas. Ändringarna innebar att fordringsägare inte längre fick rätt att utan myndigheternas medverkan göra intrång hos gäldenären efter dom (nam, betyder "tagande"; det kallas i dagens lagstiftning för utmätning), samt påbjöd att konungsräfst skulle hållas vart tredje år.